# Massacres de Badajoz
O massacre de Badajoz ocorreu nos dias posteriores à Batalha de Badajoz, durante a Guerra Civil Espanhola, e foi o resultado da repressão exercida pelo exército sublevado contra os civis e militares defensores da Segunda República, após a tomada da cidade de Badajoz pelas forças sublevadas contra a Segunda República, em 14 de agosto de 1936.
Constitui um dos acontecimentos mais controvertidos da Guerra Civil Espanhola, pois o número de vítimas desta matança varia significativamente dependendo dos historiadores que a investigaram. Além disso, ao resultar vencedor da contenda o bando sublevado, nunca houve uma pesquisa oficial em relação ao sucedido na cidade estremenha. Em qualquer caso, as estimativas mais comuns indicam que entre 2 000 e 4 000 pessoas foram executadas, em fatos tipificados por várias associações de direitos humanos como crimes contra a humanidade. Também é considerado provado que foi cometido genocídio, e desde 2007 existem várias queixas nesse sentido.
No comando das tropas que perpetraram o massacre de Badajoz encontrava-se o general Juan Yagüe, que, após a guerra civil, foi designado ministro do Ar pelo general Franco. A partir destes fatos, Yagüe foi popularmente conhecido como o açougueiro de Badajoz.
Segundo o censo, Badajoz tinha 41 122 habitantes em 1930, pelo que, estar correcta a estimativa de 4 000 executados, a percentagem de retaliados atingiu 10% da população.

## A tomada de Badajoz

Mapa das operações entre agosto e setembro de 1936. A tomada de Badajoz era vital para o Bando sublevado, pois comunicava o grupo de exércitos do Sul com a zona Norte controlada pelo general Mola. A vermelho pode-se ver a zona controlada pela república, a azul o território sob controlo dos sublevados e a verde os avanços destes neste período.

A ocupação de Badajoz fez parte do avanço desde a Andaluzia do exército sublevado para norte da Península. O seu assalto era vital para eles, pois permitia a união do exército do sul com o do general Mola que dominava o norte. A cidade encontrava-se isolada após a queda de Mérida uns dias antes. O assédio foi levado a cabo por 2 250 legionários, 750 regulares marroquinos, e cinco baterias de artilharia, sob o comando do então tenente-coronel Juan Yagüe. O ataque final ocorreu na tarde de 14 de agosto, após o bombardeio da cidade por terra (através da artilharia) e ar (realizado por bombardeiros alemães Junkers Ju 87, os famosos Stukas) durante a maior parte do dia. O recinto murado era defendido por cerca de 3 000 milicianos republicanos e 500 soldados, sob o comando do coronel Ildefonso Puigdendolas. Após abrir uma brecha nas muralhas a leste, junto à Porta da Trindade, e conseguir também o acesso à alcáçova, pela Porta de Carros, uma encarniçada luta corpo a corpo foi travada, e a cidade caiu nas mãos do exército sublevado.

## O massacre

### Antecedentes
A situação na Estremadura ao estourar a guerra civil, a 18 de julho de 1936, continha uma série de aditamentos que a diferenciavam do restante do país, especialmente devido à Lei de Reforma Agrária, que outorgou aos camponeses (mais de 50% da população ativa) a possibilidade de serem donos das terras que trabalhavam, através da desapropriação aos latifundistas e que produziu um enorme confronto entre classes sociais, sobretudo quando em março os camponeses de Badajoz decidiram acelerar a entrada em vigor da lei e invadiram os imóveis aos que ia afetar.
Desde o estouro da guerra, ocorreram na zona alguns sangrentos acontecimentos, denominados como "repressão republicana" que se tornaram fatais para o desenlace de Badajoz, pois generais como Queipo de Llano ou Juan Yagüe promoveram ações criminosas exemplarizantes para retaliar estas matanças.
Tanto o historiador Francisco Espinosa (La columna de la muerte, 2001), como o ex prefeito socialista e hoje deputado provincial Cayetano Ibarra (La otra mitad de la historia que nos contaron, 2005), relatam estes fatos, especialmente Cayetano Ibarra, que escreve no livro citado:
| “ | Localidades como Almendralejo, Azuaga, Burguillos del Cerro, Campanario, Campillo de Llerena, Quintana, etc., foram palcos da repressão republicana nos primeiros momentos do alçamento. Mas em nenhum destes lugares, como em Fuente de Cantos, os fatos ocorridos como reação das esquerdas frente da sublevação militar, ocorreram de modo tão imediato. | ” |

Os fatos aos quais se refere o texto foram o encerramento de 56 pessoas numa igreja de Fuente de Cantos, e a queimada posterior desta, entre 18 e 19 de julho de 1936. Pereceram 12 pessoas, oito delas queimadas. Segundo conta Cayetano Ibarra neste livro, as tropas franquistas, após a tomada da povoação, matariam cerca de 300 pessoas.
Esta operação repetiu-se em Almendralejo a 7 de agosto com os encerrados no cárcere, dos quais 28 foram executados, e em Badajoz, onde também se produziram execuções entre os partidários do bando franquista.

### Acontecimentos
Durante toda a jornada, foram produzidos assassinatos pelas ruas da cidade, inclusive de bebês de escassos meses, sobretudo por legionários mouros.
O mesmo dia 14, Yagüe ordenou o confinamento de todos os prisioneiros -a maioria civis- na Praça de touros. Instalaram-se focos nos tendidos para iluminar a arena, e essa noite começaram as execuções indiscriminadas e sem juízos prévios. Segundo artigos publicados pelos correspondentes de Le Populaire, Le Temps, Le Figaro, Paris-Soir, Diário de Lisboa e Chicago Tribune, houve execuções em massa, e as ruas apareciam semeadas de cadáveres. Durante a primeira jornada, existem testemunhos de que houve mil fuzilados. O jornalista norte-americano Jay Allen, na sua crônica para o Chicago Tribune indicou 1 800 vítimas (homens e mulheres) apenas na primeira noite.
A 15 de agosto, o enviado de Le Temps , Jacques Berthet, enviava a sua crônica:
| “ | Ao redor de mil duzentas pessoas foram fuziladas (…) Vimos as calçadas da Comandância Militar encharcadas de sangue (…) Os arrestos e as execuções em massa continuam na Praça de Touros. As ruas da cidade estão crivadas de balas, cobertas de vidros, de telhas e de cadáveres abandonados. Somente na Rua de São João há trezentos corpos (…). | ” |

A 18 de agosto, Le Populaire publicava:
| “ | Elvas, 17 de agosto. Durante toda a tarde de ontem e toda a manhã de hoje continuam as execuções em massa em Badajoz. Estima-se que o número de pessoas executadas ultrapassa já os mil quinhentos. Entre as vítimas excepcionais figuram vários oficiais que defenderam a cidade contra a entrada dos rebeldes: o coronel Cantero, o comandante Alonso, o capitão Almendro, o tenente Vega e um certo número de suboficiais e soldados. Ao mesmo tempo, e por dezenas, foram fuzilados os civis perto da arena. | ” |

Na Terça-Feira 18 de agosto, o Premio Nobel de Literatura francês François Mauriac, publicou em primeira plana de Le Figaro um artigo acerca dos acontecimentos de Badajoz que comocionou a Europa. A 30 de agosto apareceu no Chicago Tribune o famoso artigo de Jay Allen (ver quadro inferior), no que narrou com grande crudeza os terríveis acontecimentos que presenciara durante a sua estadia na cidade.
O jornalista português Mário Neves foi um das testemunhas de primeira mão dos acontecimentos de Badajoz, nas crônicas que remeteu ao Diário de Lisboa, algumas das quais foram censuradas pelo governo de António de Oliveira Salazar, afim ao bando franquista. Neves regressou para Portugal horrorizado pelo espetáculo do qual fora testemunha, e jurou não voltar nunca a Badajoz, mas fê-lo em 1982, para percorrer os lugares onde presenciou estes fatos num documentário para a televisão.
O método para as execuções foi o fuzilamento ou metralhamento indiscriminado em grupo de pessoas participantes na defesa da cidade ou suspeitosas de simpatizarem com a República. Foram levadas a cabo pelos legionários e regulares mouros procedentes do norte da África, forças da Guarda Civil e comandos locais de Falange Espanhola. Há versões que apontam que os regulares mouros não participaram na repressão, pois partiram imediatamente para a frente). Posteriormente, a maioria dos corpos foram queimados junto às taipas do Cemitério de São João. Segundo testemunhos de alguns sobreviventes, os fuzilamentos eram em grupos de 20, e logo transladavam-se os cadáveres em camiões para o antigo cemitério, onde eram incinerados e posteriormente depositados em valas comuns. Também houve fuzilamentos em outras zonas da cidade. Entre os retaliados encontravam-se homens e mulheres afetos à República, operários, camponeses, militares que participaram na batalha, autoridades locais ou simples suspeitos.
Após a queda da cidade, o prefeito Sinforiano Madroñero e o deputado Nicolás de Pablo, ambos socialistas, cruzaram a fronteira e fugiram para Portugal, mas foram localizados por efetivos do regime português e entregues às tropas franquistas, que os fuzilaram em Badajoz a 20 de agosto, num frontão e sem juízo prévio.
Posteriormente apareceram testemunhos, publicados a 27 de outubro pelo jornal La Voz, de Madrid, de que os fuzilamentos na Praça de touros se tornaram numa festa pelos executores, com público nas suas gradas presenciando as matanças, e que até mesmo algumas vítimas foram bandarilhadas e mutiladas, embora este extremo nunca pôde ser verificado. Por outro lado, existem evidências do sadismo com que foi levado a cabo o extermínio. Após conhecer estes fatos, a propaganda franquista publicitou algumas lendas e mitos para tentar ocultar o massacre, e alguns dos cronistas internacionais foram desprestigiados ou ameaçados.

### Testemunhos
Embora devido aos anos transcorridos apenas restem sobreviventes entre as testemunhas destes acontecimentos, o historiador pacense Francisco Pilo localizou vários deles e plasmou os seus testemunhos num dos seus livros, Ellos lo vivieron, entre os que se destaca o de um empregado do município:
| “ | A guarda civil foi buscá-lo à sua casa às três da madrugada de 15 de agosto, "porque havia trabalho". (...) Um dos civis disse que pegara o camião do curral, que tínhamos de ir para a Praça de touros. (...) Às três e meia chegaram à praça. "Dentro da arena, à mão esquerda, havia vários mortos em fila e disseram-nos que os carregássemos no camião e os levássemos para o cemitério". Voltaram para a praça e dentro "havia mais mortos, porém, nem todos juntos, mas um montão aqui e outro mais para lá. Depois soube que os tiravam por turnos e os iam fuzilando. Naquele dia demos pelo menos seis viagens". | ” |

### Consequências
A massacre de Badajoz teve uma grande influência no desenvolvimento da guerra. A publicação na imprensa estrangeira destes acontecimentos ocasionou que Franco a partir de então ordenasse o cesse de matanças que pudessem ter grande transcendência mediática e prejudicassem a imagem dos sublevados, e por outro lado, a propaganda republicana publicitou enormemente este fato, tornando-o em justificante de outros acontecimentos posteriores, como os Massacres de Paracuellos.

A partir destes fatos, o oficial nazista Hans Von Funk, um dos poucos militares de alta graduação alemães que estiveram presentes nas operações do Exército Sul, enviou um informe a Berlim no que desaconselhava o envio de tropas regulares alemãs a Espanha, porque, textualmente: 
"ele é um soldado acostumado à luta, que combateu na França durante a Grande Guerra, mas que nunca contemplou a brutalidade e a ferocidade com que o Exército Expedicionário da África desenvolve as suas operações. Por isso desaconselha o envio de tropas regulares alemãs a Espanha, porque, ante tal selvagismo, os soldados alemães desmoralizar-se-iam."

## Versões e cifras
Segundo a Sociedade Benéfica de Historiadores Aficionados e Criadores nas suas páginas sobre a Memoria Republicana, o jornalista norte-americano Jay Allen disse que houve 4 000 execuções, César M. Lorenzo aproximadamente 1 500, Manuel Tuñón de Lara 1 200 antes do 15 de agosto, Ricardo Sanz mais de 3 000 e James Cleugh 2 000. O filósofo cristão Jacques Maritain protestou contra o crime de "centos de homens".
O escritor e militante socialista Julián Zugazagoitia escreveu que "centos de prisioneiros foram levados para a Praça de touros onde, presos como cães de caça, eram empurrados à arena para alvo das metralhadoras que, bem localizadas, destruíam-os com rajadas implacáveis". Zugazagoitia foi fuzilado em novembro de 1940.
A magnitude da matança transluze-se, em maiores proporções, na resposta que o general sublevado Juan Yagüe deu ao jornalista John T. Whitaker, do New York Herald Tribune, quando este o interrogou em relação ao sucedido:
| “ | Evidentemente que os matamos. Que esperava você? Que ia levar 4 000 prisioneiros vermelhos conmigo, tendo a minha coluna de avançar contra-relógio? Ou ia soltá-los na retaguarda e deixar que Badajoz fosse vermelha outra vez? | ” |

Hugh Thomas, que estudou o caso em 1959, afirma que os legionários mataram todos o que portavam armas, incluídos uns milicianos que se refugiaram no altar-mor da catedral, e que Badajoz ficou semeado de cadáveres (embora afirme que possivelmente fossem menos dos 4000 que relata Jay Allen). Segundo Thomas, a Praça de touros tornou-se campo de concentração, mas põe em dúvida a versão da matança na mesma:
| “ | A 27 de outubro de 1936, em La Voz, de Madrid, foi publicada uma versão completamente falsa desta matança, na qual Yagüe era acusado de ter organizada uma festa na que fuzilara os prisioneiros frente da fina flor da sociedade de Badajoz, e que teve efeitos desastrosos, pois provocou represálias em Madrid. | ” |

Uma versão da matança da Praça de touros que se põe em dúvida na História da Guerra Civil Española de Hugh Thomas citada anteriormente pode-se ver na página web da Sociedade Benéfica de Historiadores Aficionados e Criadores em "Memória Republicana", e outra na de CENIT (Porta-voz da regional exterior da CNT-AIT).
O historiador Francisco Sánchez Ruano corrobora a versão das matanças da Praça de touros, mas põe em dúvida que as cometessem os mouros, pois afirma que estes partiram para a frente imediatamente depois da tomada da cidade, atribuindo à Guarda Civil a autoria das execuções.
Outro historiador, David Solar, compartilha a ideia de que as matanças na Praça de touros foram perpetradas pelas autoridades locais de Falange e da Guarda Civil, para vingar a sua fracassada sublevação. Situa o número de vítimas por volta das 2 000.
Francisco Pilo, escritor pacense, põe em dúvida tanto a presença de Jay Allen em Badajoz como o número de execuções que este refere, contra da opinião majoritária defendida, entre outros, por Paul Preston, que considera a Allen um referente do jornalismo de guerra.
O historiador Javier Tusell (Franco en la Guerra Civil. Una biografía política, 1992. Premio Comillas de Biografía, Autobiografía y Memorias), chega à cifra de 4 000 assassinados.
Um dos estudos mais exaustivos e documentados sobre a matança é o realizado pelo historiador Francisco Espinosa, quem, no seu livro La columna de la muerte (2003), documenta 1 389 execuções, mas constata que as pessoas assassinadas poderiam ter sido mais de 3 800.
A Associação para a Recuperação da Memória Histórica, que leva a cabo a tarefa de localizar valas comuns de vítimas da repressão, mantém que o número de vítimas em Badajoz oscila entre as 4 000 e as 9 000.

## Responsabilidades
Segundo alguns estudos, a campanha de execuções massivas levada a cabo nos primeiros meses da guerra obedeceu a uma diretriz dos principais líderes da sublevação, Francisco Franco e Emilio Mola, para "purgar o país conscienciosamente de todos os elementos vermelhos". Esta campanha foi denominada como política de extermínio do adversário político.
Jay Allen conseguiu entrevistar a Franco, em Tetuão, a 27 de julho anterior. A partir da entrevista, Allen publicou um artigo com a seguinte conversação:
| “ | Allen: "Durante quanto tempo prolongar-se-á a situação agora que o golpe fracassou?" Franco: "Não pode haver nenhum acordo, nenhuma trégua. Salvarei Espanha do marxismo a qualquer preço" Allen: "Significa isso que terá de fuzilar média Espanha?" Franco: "Disse a qualquer preço". | ” |

No momento de se produzir a matança, os máximos responsáveis militares na cidade eram:
- Juan Yagüe, tenente-coronel no comando das unidades que tomaram a cidade e responsável pelos fuzilamentos. Comandante-em-chefe da coluna que efetuou o avanço sublevado de sul da Espanha. O jornalista português Mário Neves teve oportunidade de se entrevistar com ele nos primeiros dias de acontecimentos, e ao formular o comentário "Diz-se que mais de duas mil pessoas foram fuziladas já em Badajoz", Yagüe espetou um seco "Não devem ser tantos".[39]
- Antonio Castejón Espinosa, comandante de Infantaria, envolvido em matanças similares em Zafra, Almendralejo e Mérida.
- Carlos Asensio Cabanillas, tenente-coronel das "Forças Regulares Indígenas" de Tetuão, que participaram na tomada de Badajoz, Toledo e Talavera de la Reina.

## Genocídio

### Termos legais
A vitória final na Guerra Civil Espanhola do bando sublevado e o desaparecimento de todos os arquivos municipais e provinciais relacionados aos acontecimentos de Badajoz fizeram que estes nunca tenham sido levados a juízo. Na época em que se desenvolveram estes fatos, a justiça internacional regia-se pelo Direito penal internacional. Não é até depois da Segunda Guerra Mundial, com a Carta de Londres, que é criado um tribunal internacional, o Tribunal de Nuremberg, em 1945 para julgar os delitos cometidos pelo regime Nazi, tipificando delitos até então não definidos:
1. Crimes de guerra, a existência de assassinatos, torturas e violações, fatos contrários às Leis da Guerra.
2. Crimes contra a humanidade, quando se enfrentava o extermínio e a morte em massa.
3. Genocídio, quando era assassinado todo um grupo étnico determinado.
4. Guerra de agressão, em relação a uma premeditação para alterar a paz e entendida como o processo para afectar negativamente a segurança interior de um Estado soberano.

A ONU, que impediu o seu acesso a Espanha após a guerra, definiu através da Convenção para a prevenção e a repressão do crime de genocídio de 1948, os atos que são constitutivos do delito de genocídio, perpetrados com "a intenção de destruir, total ou parcialmente, um coletivo ideológico, nacional, étnico, racial ou religioso".

### Informes
Em 2004, a organização para a defesa dos direitos humanos Equipo Nizkor apresentou um informe com o título "A questão da impunidade na Espanha e os crimes franquistas", sendo o primeiro estudo sobre estes crimes da perspetiva do Direito Internacional, aludindo num dos seus apartados ao extermínio de Badajoz como crimes contra a humanidade em virtude do Estatuto de Nuremberg. A 18 de julho de 2005, Anistia Internacional, depois de três anos de trabalhos, apresentou o seu informe "Espanha: pôr fim ao silêncio e à injustiça. A dívida pendente com as vítimas da guerra civil espanhola e do regime franquista", onde tipifica o massacre de Badajoz de acordo às convenções da ONU acerca do genocídio.

### Denúncias
Em 2006, o PSOE de Badajoz denunciou como genocídio os fatos ocorridos na cidade em 1936.
A 18 de julho de 2007 várias associações apresentaram denúncias na Audiência Nacional para a pesquisa dos fatos, mas estas foram desestimadas, pois "os delitos haviam prescrito ou, em todo caso, estavam sujeitos à Lei de Anistia de 1997". Em setembro de 2008, o juiz de Instrução número 5 da Audiência, Baltasar Garzón, voltou a impulsionar estas denúncias. O fiscal da Audiência Nacional alegou que os delitos de genocídio e crimes de lesa humanidade não eram tipificados no Código Penal de 1932, que regia quando foram cometidos, e que não se podem aplicar com caráter retroativo. A Associação para a Recuperação da Memoria Histórica de Extremadura (Armhex), apresentou a Garzón os dados documentados de 7603 assassinados na província de Badajoz, e este (amparando-se em que são delitos que não prescrevem) imputou ao regime franquista, a 14 de outubro, um delito de genocídio por estes e outros acontecimentos.
Finalmente, a 18 de novembro, o juiz declarou extinguida a responsabilidade penal de Franco e de outras 44 altas autoridades do seu governo, após comprovar a ata de óbito de todos eles. Entre os imputados figuravam os nomes de Juan Yagüe e Carlos Asensio. Ademais transmitiu a pesquisa dos crimes para os julgados de instrução das províncias em que estão as valas comuns, entre as que está incluída a de Badajoz.

## Homenagens
Desde 1986, cada 15 de agosto leva-se a cabo no Cemitério Velho de Badajoz um ato de homenagem às vítimas do massacre de 1936. Além disso, a principal avenida da cidade leva o nome do então prefeito, Sinforiano Madroñero, do PSOE, que também foi executado durante a matança.
Em 2002, a antiga Praça de touros foi demolida, e levantou-se no lugar o novo Palácio de Congressos de Badajoz, inaugurado em 2006. No edifício foi colocada uma escultura na lembrança das vítimas, obra de Blanca Muñoz, cuja sombra forma umas linhas inconexas mas desenha uma espiral cada 14 de agosto.